# Арестович, Алексей Николаевич
Алексе́й Никола́евич Аресто́вич (укр. Олексій Миколайович Арестович; род. 3 августа 1975, Цители-Цкаро, Грузинская ССР) — украинский политический деятель, блогер, политический и военный обозреватель, пропагандист, колумнист интернет-СМИ, актёр. Внештатный советник Офиса президента Украины с 1 декабря 2020 по 17 января 2023 года.
Организатор психологических семинаров и тренингов и благотворительного фонда для психологической поддержки военным в зоне АТО (2014—2017). Спикер и советник по информполитике главы украинской делегации в Трёхсторонней контактной группе по мирному урегулированию ситуации на востоке Украины (с 2020). Подполковник (2022).
Известен благодаря своим футурологическим прогнозам. Взгляды и высказывания Арестовича часто попадают в фокус СМИ и неоднозначно воспринимаются среди общественности. Его, в частности, критиковали за неосторожные комментарии и пропаганду.

## Биография
Алексей Арестович родился 3 августа 1975 года в семье офицера в грузинском городе Цители-Цкаро (ныне Дедоплис-Цкаро). По отцу имеет белорусские и польские корни. Позже семья переехала на Украину. В 1992 году окончил школу № 178 в Киеве. Поступил на биологический факультет университета им. Тараса Шевченко. Разочаровавшись в учёбе, уже после первого курса оставил учёбу в вузе и в том же 1993 году начал играть в Киевском театре-студии «Чёрный квадрат».
В 1990-х и в 2000-х годах Арестович работал в театре, снимался в рекламе и кино.
Продолжая играть в театре, поступил в Одесский институт Сухопутных войск, на общевоенный факультет, учил английский язык. В качестве дополнительных курсов, получил диплом военного переводчика. С 1994 года служил в структурах Министерства обороны Украины. В одних интервью[каких?] говорил, что в 1999—2005 годах служил в Главном управлении разведки, был капитаном; в других интервью[каких?] утверждал, что работал в департаменте стратегических исследований Минобороны. Уволился из армии в 2005 году в звании майора, когда, по собственным словам, после Оранжевой революции гражданское командование стало вмешиваться в работу военных.
Практически сразу после увольнения прошёл кастинг для съёмок в рекламе. В последующие два года снимался для крупных украинских компаний (шоколад «Корона», оператор сотовой связи Life:), страховая компания «Оранта»).
В 2007 году стал соорганизатором компании по производству фильмов Aegis Artist Group. Арестович успел поучаствовать в эпизодических ролях в 17 российских и украинских лентах, в частности «Возвращение Мухтара» и «Брат за брата-2». Его последняя яркая роль — Люся Зайцева в комедии 2012 года «Не бойся, я рядом».
В 2003—2010 годах учился в авторской школе «Человек среди людей» русского писателя-эзотерика и психолога Авессалома Подводного. Изучал теологию в киевском Институте религиозных наук святого Фомы Аквинского. Также с 2000-х начал проводить «тренинги и консультации в области групповой психологии, по противостоянию недобросовестным манипуляциям, искусству общения, ораторскому искусству, переговорным техникам, публичным выступлениям, актёрскому мастерству, психологии социальных контактов».

### Начало политической деятельности
В начале 2005 года пошёл в политику и вступил в партию «Братство» Дмитрия Корчинского, стал его партийным заместителем, активно выступал против «оранжевой чумы» и последователей «оранжевой революции». Вместе с Корчинским регулярно ездил в Россию на конференции «Евразийского движения» идеолога «русского мира» Александра Дугина. Тогда «Братство» вступило в Евразийское движение, а Арестович и Корчинский призывали российские институции «к противостоянию различным оранжевым намерениям и внутри страны, и на всем постсоветском пространстве»
«Оранжевая революция» — это революция «эры Водолея», антихристианская по своей сущности. Противопоставлять ей иерархические структуры бессмысленно. Она растворит их. Как у нас правительство за семь минут до конца перешло на сторону революции, так будет и у вас. Вы просто проснётесь в другом мире, и обратного пути не будет. Америка обеспечила себе тотальную поддержку всех — всех ваших соседей, друзей и родных, и ни вы, ни они не поймете, как это произошло.
Арестович в эфире YouTube 23 августа 2023 — о событиях 2005 года:
«Если уже рассказывать, то давайте рассказывать. Я предлагаю послать депутатский запрос в ГУР и спросить: на момент конференции 2005 года кем был Арестович, где он состоял на воинской службе. И если они после этого думают, что офицер ГУР может взять и поехать в Москву и проводить пресс-конференцию, тогда я могу предложить им только хорошего психотерапевта.
В 2008 году Арестович и Корчинский сменили курс и начали разрабатывать «стратегию обороны Крыма» от возможных российских захватчиков. В начале 2009 года они совместно организовали гражданскую инициативу «Долой всех» (укр. Геть усіх), в которой основными задачами Арестовича были организация протестных акций против власти среди предпринимателей и автоперевозчиков в Сумах, Одессе и Киеве. Гражданская инициатива имела ограниченный успех и быстро затихла.
В 2009 году Корчинский направил Арестовича в Одессу организовывать акции в поддержку своего товарища и тогдашнего мэра города Эдуарда Гурвица. Мэр назначил 3 июня 2009 года Арестовича на должность заместителя председателя Приморской районной администрации, но уже через 3 месяца по неизвестным причинам освободил его от должности.
После 2010 года не был публичен. В 2013 году участвовал в съёмках шоу «Научите нас жить» на телеканале ICTV как семейный психолог и ведущий.

### Деятельность в 2014—2022 годах
После Евромайдана в 2014 году начал регулярно появляться как военный эксперт в СМИ и давать большие интервью с военно-политической аналитикой событий для многочисленных общенациональных телеканалов, радиостанций, электронных и печатных СМИ, а также вести блоги на Facebook и YouTube. До военных событий 2014 года на Facebook у него было 150 000 подписчиков, а после — уже более 500 000. По мнению OpenDemocracy, сочетание военных, актёрских и психологических навыков помогло Арестовичу стать в 2010-х годах успешным блогером.
С началом в 2014 году войны в Донбассе Арестович занимался подготовкой боевых соединений в рамках программы «Народный резервист», был организатором благотворительного фонда для оказания психологической поддержки военным в зоне АТО (2014—2017). В интервью Катерине Гордеевой рассказал, что в 2014 году, в начале конфликта между Россией и Украиной, убил человека, объяснив свои действия не как убийство, а как устранение врага.
С сентября 2018 года по сентябрь 2019 года служил разведчиком в 72-й механизированной бригаде в зоне Операции объединённых сил в Краматорске. В интервью 2020 года заявлял, что участвовал в 33 боевых выходах за линию фронта, а также о семи ведомственных наградах. В СМИ утверждения Арестовича о боевом опыте подвергали сомнению, поскольку возможности верифицировать данные не было. Так, он утверждал, что пережил подрыв и остался единственным в группе, кого не задело. В то же время подконтрольный Украине Краматорск находился далеко от зоны боевых действий. В интервью «Обозревателю» он заявил, что попытка проверить сведения о его боевом опыте «может навредить украинским военным, которые находятся в зоне ООС».
В 2019 году вошёл в топ—100 блогеров Украины по опросу издания «Факты».
28 октября 2020 года был назначен Леонидом Кравчуком советником по информационной политике и официальным спикером украинской делегации в Трёхсторонней контактной группе на переговорах в Минске по урегулированию конфликта на востоке Украины. Кравчук отметил, что кандидатуру Арестовича выбрали из-за военного опыта и наличия видения и позиции по поводу вопросов, которые являются предметом рассмотрения ТКГ.
1 декабря 2020 года руководитель Офиса Президента Украины Андрей Ермак назначил Алексея Арестовича своим внештатным советником по вопросам стратегических коммуникаций в сфере нацбезопасности и обороны. Ермак говорил, что перед Арестовичем поставлена задача «предоставлять исчерпывающие ответы, чтобы противодействовать распространению дезинформации или обвинений в украинском информационном пространстве».

### С 2022 года
В начале 2022 года Арестович планировал уйти из политики, заявляя о разочаровании бюрократией и оплатой силовикам. Но с началом вторжения России на Украину он стал советником главы Офиса президента Украины и де-факто официальным спикером власти. Видеоролики Арестовича обрели неожиданную популярность, некоторые из них набрали свыше полумиллиона просмотров. В них политик рассказывал о ходе военных действий и подбадривал украинцев. Арестович стал одним из самых узнаваемых публичных представителей украинской власти. В дальнейшем информационная деятельность Арестовича вызывала всё больше нареканий. Издание «Медуза» отмечало, что во время вторжения России на Украину Арестович стал «лицом украинской пропаганды военного времени»,
Особый «успокаивающий» стиль общения Арестовича, использовавшего опыт пропагандиста, с аудиторией и твёрдые обещания о скорейшем прекращении боевых действий («две-три недели») сыграли важную роль в адаптации массового сознания украинцев в начале войны. За низкий успокаивающий голос и обнадеживающие формулировки журналисты стали называть Арестовича «главным психотерапевтом Украины». Для жителей Украины Арестович стал героем множества мемов, пародий и анекдотов.
С 2022 года в информационном агентстве «УНИАН» стала появляться информация о том, что Арестович славится своими точными политическими прогнозами, в двух статьях данного ресурса сказано, что он ещё в 2003 году сделал предположение насчёт аннексии Крыма, в 2008 году — о ситуации в Донбассе, а в 2019 году — о неизбежном полномасштабном вторжении России в 2020—2022 году. 22 мая украинская информационная программа «ТСН» сообщала, что Арестович рассказывал о возможных будущих ограничениях Россией судоходства в Азовском море.
В августе 2022 года, отвечая на сообщения СМИ о том, что Арестович отсутствует в списках советников главы Офиса президента Украины, советник главы Офиса Михаил Подоляк заявил, что должность Арестовича — советник Офиса президента Украины. В тот же день Арестович продемонстрировал своё служебное удостоверение в прямом эфире на YouTube-канале Марка Фейгина.
По мере затягивания российского вторжения, ведущая роль Арестовича как спикера власти сокращалась, поскольку у него не было доступа к эксклюзивной информации; фактически, он излагал фронтовые отчёты простым языком. Постепенно его сменили официальные спикеры, а его неоднозначные высказывания стали раздражать публику.
В январе 2023 года Арестович ушёл в отставку с поста советника Офиса президента Украины. Причиной ухода он назвал совершённую им ошибку: высказывание в эфире Ютуб-канала Марка Фейгина о том, что попавшую в жилой дом в Днепре ракету сбили украинские силы ПВО.
В ноябре 2023 года Арестович объявил, что он будет баллотироваться на следующих президентских выборах на Украине от новой «Партии Арестовича», и с платформой прекращения российско-украинской войны путём предоставления России контроля над оккупированными Россией территориями Украины, а затем возвращения украинского контроля после ожидания смены режима в России, одновременно обеспечивая национальную безопасность через членство Украины в НАТО.

## Высказывания
СМИ отмечают, что Арестович склонен делать резонансные высказывания. Арестович называл себя сторонником «проекта объединённой Земли в духе Тейяра де Шардена и Вернадского», ему близки взгляды Илона Маска на будущее человечества.
В 2017 году Арестович заявлял, что не является патриотом («…Причём не только Украины, а и любого национального государства») и его не беспокоит развитие украинской культуры («На вопросы восстановления исторической памяти, справедливости, борьбы, побед и поражений, становления наций, языка(ов), закрытия исторических ран я смотрю, как солдат — на вошь»). Также он раскритиковал попытки украинизировать культуру. В другие моменты он говорил, что поддержка украинского языка и патриотизма важны для Украины.
В декабре 2017 года Арестович признался, что «врал начиная с весны 2014 года» ради двух целей: «Создание патриотического лубка, в котором мы „все объединяемся, чтимся и героические“, а Украину ожидают сияющие перспективы. Чёрная пропаганда против РФ». Так, после боёв за Дебальцево он говорил, что «потери украинской армии совсем небольшие».
В 2018 году назвал Томос об автокефалии Православной церкви Украины важной вехой в развитии Украины.
С избрания в 2019 году Владимира Зеленского президентом Украины Арестович постоянно критиковал его, называя, в частности, «ватником». В марте 2020 года, когда началась эпидемия коронавируса, Арестович называл главной проблемой на карантине — самого президента Украины. В том же месяце он написал, что считает избирателей Зеленского «вульгарными долбоёбами»: «Как иначе можно назвать людей, которые, будучи в сознании, решили, что замена олигархов на марионетку олигархов — это лучший способ победить олигархов?». От критики Зеленского Арестович отказался лишь незадолго до назначения советником в Трёхсторонней контактной группе.
В 2019 году Арестович дал прогноз, что Россия вторгнется на Украину не позднее 2022 года.
26 марта 2021 года высказал мнение, что Андрей Антоненко, обвиняемый в убийстве Павла Шеремета, и Сергей Стерненко, бывший глава одесского «Правого сектора», преследовались по политическим мотивам.
21 декабря 2023 года сказал, что Украине нужно обратиться к Путину с предложением о заключении мира, а также, что Украине нужно объединиться с Россией для подачи совместного иска к Западу.

## Критика
Арестовича неоднократно критиковали за пропагандистские выступления, отсутствие опыта и ложь. В 2017 году Арестович написал в Facebook, что он «врал начиная с весны 2014 года», накручивая количество людей, которые были ранены с обеих сторон и, таким образом, занимался пропагандой, чтобы создать «патриотический лубок» и очернить Россию: «Создание патриотического лубка, в котором мы „все объединяемся, чтимся и героические“, а Украину ожидают сияющие перспективы. Чёрная пропаганда против РФ». Его заявление, что активная фаза вторжения России на Украину закончится через две-три недели, стало предметом шуток.
Противники Арестовича, пытаясь высмеять его и придать его нынешней деятельности несерьёзный характер, называют его «Люсей» (также «Люсей Арестовичем» или «Люсей Карамелькой») за одноимённую роль в фильме 2012 года «Не бойся, я рядом».
Политолог Максим Яли сравнил Арестовича с украинским целителем-экстрасенсом Анатолием Кашпировским, который с конца 1980-х годов «лечил» украинских и российских граждан через экраны телевизоров. Обозреватель Александр Мельман назвал Арестовича Кашпировским «нашего времени».
По словам директора Украинского института политики Руслана Бортника, Арестович не был голосом одиночки: «Практически все серьёзные украинские политологи его [вторжение] прогнозировали. Арестович прекрасен в пиаре, но он не прогнозист и не инсайдер, не политический и не военный эксперт. Он — сценарист, коуч, популяризатор», Бортник добавил, что Арестович делает много прогнозов, и лишь некоторые из них сбываются.
Журналист Константин Скоркин назвал биографию Алексея Арестовича «классическим примером трикстера: в ней нашлось место службе в украинской разведке и актёрской работе, увлечению теологией и эзотерикой, политическому блогерству и участию в радикальных политических партиях. Арестович старательно работает на этот имидж и усиливает мифологизацию своей личности. Точно можно сказать одно: он высокопрофессиональный пропагандист и в этом качестве уже вошёл в новейшую украинскую историю». По мнению журналиста Русской службы Би-би-си Святослава Хоменко, «сложно найти по обе стороны фронта человека, который вызывал бы такую гамму столь сильных и совершенно противоположных эмоций. Его считают пророком и шарлатаном одновременно, его обожают и ненавидят, к нему почтенно прислушиваются и его фамилию употребляют в качестве имени нарицательного в совсем неприглядных контекстах».

## Уголовное преследование
- Беларусь: 17 марта 2022 года Генеральная прокуратура Беларуси возбудила в отношении советника офиса президента Украины Алексея Арестовича уголовное дело по части 3 статьи 361 Уголовного кодекса Беларуси «за призывы к терактам» на объектах Белорусской железной дороги[51]. 27 июля страницы Арестовича в социальных сетях были внесены в белорусский список экстремистских материалов по решению Ленинского районного суда Могилёва[52].
- Россия: 11 мая 2023 года Росфинмониторинг включил Алексея Арестовича в список террористов и экстремистов[53]. 3 октября 2023 года Арестович был объявлен в розыск МВД РФ[54]. В феврале 2024 года был заочно арестован Басманным районным судом города Москвы[55].
- Украина: 13 октября 2023 года полиция Украины начала расследование в отношении Алексея Арестовича. Поводом послужили сексистские высказывания, озвученные им ранее в одной из своих лекций. Расследование проводят по статье 300 УК Украины (изготовление или распространение произведений, пропагандирующих культ насилия и жестокости, расовую, национальную или религиозную нетерпимость и дискриминацию). Она предусматривает от 2 до 3 лет лишения свободы[56]. 16 ноября 2023 года на Арестовича завели второе уголовное дело по статье о заведомо ложном сообщении о совершении уголовного правонарушения (ч. 1 ст. 383 УК Украины, предусматривает до двух лет тюрьмы)[57].

## Фильмография
| Год  | Название                   | Роль                                      |
| ---- | -------------------------- | ----------------------------------------- |
| 2005 | Дедушка моей мечты         | милиционер                                |
| 2005 | За всё тебя благодарю      | эпизод                                    |
| 2006 | Коллекционер               | эпизод                                    |
| 2006 | Возвращение Мухтара-3      | Влад                                      |
| 2006 | Дом-фантом в приданое      | эпизод                                    |
| 2006 | Седьмое небо               | эпизод                                    |
| 2007 | Охламон                    | Кирилл                                    |
| 2007 | Чужие тайны                | эпизод                                    |
| 2010 | Когда на юг улетят журавли | эпизод                                    |
| 2011 | Злоумышленник              | эпизод                                    |
| 2011 | Возвращение Мухтара-7      | Георгий                                   |
| 2011 | Доставить любой ценой      | Ушаков                                    |
| 2012 | Брат за брата-2            | Макс Зарипов, адвокат                     |
| 2012 | Прости-прощай              | эпизод                                    |
| 2012 | Возвращение Мухтара-8      | Додин                                     |
| 2012 | Лист ожидания              | эпизод                                    |
| 2012 | Не бойся, я рядом          | Игорь Смирнов / Люся «Карамелька» Зайцева |

## Награды
Алексей Арестович был отмечен наградами:
- Памятный нагрудный знак Главного управления разведки МОУ «Защитнику Отечества» (15 июля 2014);
- Памятная награда Главного управления разведки МОУ «Евгений Березняк»;
- Наградное оружие;
- Медаль командующего Сухопутных войск Вооружённых Сил Украины «За особую службу» (июль 2019);
- Знак отличия Президента Украины «За участие в антитеррористической операции»[укр.];
- Нагрудный знак «Знак почёта» (май 2019).

## Личная жизнь
Женат третьим браком (с 2015 года) на Анастасии Валерьевне Арестович (в девичестве Грибановой) (род. 1987), директор по развитию в одном из издательств.
Супруги воспитывают общего сына Александра, от предыдущих двух браков у Арестовича есть две дочери: Вероника и Аэлита.